# Tomasz Wielebski
Tomasz Jan Wielebski – polski duchowny, doktor habilitowany nauk teologicznych, pracownik naukowy Instytutu Nauk Teologicznych Wydziału Teologicznego Uniwersytetu Kardynała Stefana Wyszyńskiego w Warszawie.

## Życiorys
W 1990 r. ukończył studia teologiczne na Papieskim Wydziale Teologicznym w Warszawie, w 2001 r. doktoryzował się na podstawie pracy zatytułowanej Duszpasterstwo chorych w Polsce. Studium pastoralne, której promotorem był prof. Ryszard Kamiński, w 2014 r. uzyskał habilitację za pracę pt. Dzień pański w życiu katolików w Polsce. Studium pastoralnoteologiczne. Był zatrudniony w Wyższym Seminarium Duchownym Diecezji Warszawsko-Praskiej, Sekcji św. Jana Chrzciciela Papieskim Wydziale Teologicznym w Warszawie.
Pracował na stanowisku adiunkta w Katedrze Prakseologii Pastoralnej i Organizacji Duszpasterstwa, oraz prodziekana na Wydziale Teologicznym Uniwersytetu Kardynała Stefana Wyszyńskiego w Warszawie.